# John Kane (cầu thủ bóng đá, sinh năm 1960)
John Peter Kane (sinh ngày 15 tháng 12 năm 1960) là một cựu cầu thủ bóng đá người Anh thi đấu ở vị trí trung vệ ở Football League cho Orient. Ông cũng từng thi đấu bóng đá non-league ở Essex cho các câu lạc bộ Rainham Town, Leytonstone & Ilford, Walthamstow Avenue và Redbridge Forest.